# Kim Willoughby
Kim Willoughby (ur. 7 listopada 1980 w Napoleonville) – amerykańska siatkarka występująca na pozycji przyjmującej, a także koszykarka.

## Dane podstawowe
Największy sukces z odniosła w 2008 roku, zdobywając wicemistrzostwo olimpijskie z reprezentacją kraju w siatkówce. Jej kuzynką jest Danielle Scott-Arruda, siatkarka reprezentacji Stanów Zjednoczonych.
16 grudnia 2006 roku po wyjściu z pubu na Hawajach w Honolulu Willoughby wdała się w bójkę, z aresztu została zwolniona za kaucją 50 000 $. Termin rozprawy wyznaczona na maj 2009.
28 lipca 2009 r. została skazana przez sąd w Honolulu na 5 lat więzienia w zawieszeniu, za pobicie Sary Daniel. Willoughby została również zobowiązana do pokrycia kosztów leczenia Daniel w wysokości 2027 $. Natomiast w 2009 roku została zawieszona na 2 lata za stosowanie niedozwolonego dopingu.
10 sierpnia 2011 ogłosiła koniec kariery siatkarskiej i skoncentrowanie się na koszykówce. Od sezonu 2011/2012 jej klubem będzie Valencianas de Juncos.
W styczniu 2012 r. Willoughby kontynuowała swoją przygodę z Valencianas, ale już jako siatkarka. W sezonie 2012/2013 zdecydowała się przenieść do zespołu Pinkin de Corozal.

## Kariera siatkarska
- 2005–2006  Valencianas de Juncos
- 2006–2007  Volley Santeramo
- 2007–2008  Volley Chieri
- 2008–2009  Despar Perugia
- 2012–2013  Valencianas de Juncos
- 2012–2013  Pinkin de Corozal
- 2013-nadal  İqtisadçı Baku

## Kariera koszykarska
- 2011–2012  Valencianas de Juncos

## Sukcesy siatkarskie
- 2008 –  wicemistrzostwo olimpijskie
- 2009 –  Brązowy medal Ligi Mistrzyń

## Nagrody indywidualne
- 2009: najlepsza przyjmująca Ligi Mistrzyń